# 水津村
水津村（すいづむら）は、かつて新潟県佐渡郡にあった村。

## 地理
- 島嶼: 佐渡島

## 沿革
- 1889年（明治22年）4月1日 - 町村制施行に伴い加茂郡水津村、片野尾村、月布施村、野浦村、東強清水村、東立島村、蚫村、赤玉村が合併し、水津村が発足。
- 1896年（明治29年）4月1日 - 郡の統合により佐渡郡に所属[1]。
- 1954年（昭和29年）11月3日 - 佐渡郡両津町、加茂村、河崎村、岩首村、内海府村、吉井村（一部）と合併し、市制施行して両津市となり消滅。

## 施設
- 佐渡市立前浜中学校（水津）
- 水津漁協
- 片野尾棚田
- 赤玉杉池

## 寺院
水津
- 心行山誓願寺 – 水津594。浄土宗。佐渡八十八ヶ所霊場札所[2]。

片野尾
- 淨願寺 – 片野尾206。大谷派[3][4]。

月布施
- 毘沙門堂
  - 月布施のドウ押し
- 晃明山観音寺 – 月布施205。豊山派。佐渡八十八ヶ所霊場札所[2]。

野浦
- 万福寺 – 豊山派。

赤玉
- 禮玉山文殊院 – 赤玉648-1。佐渡八十八ヶ所霊場札所。

## 神社
水津
- 白山神社 – 水津553

片野尾
- 風島神社
- 片野尾神社

月布施
- 白山神社

野浦
- 野浦大神宮

東強清水
- 八幡神社

東立島
- 小田原神社

蚫
- 御霊地神社

赤玉
- 赤玉神社